# Azepano
Azepano é um composto heterocíclico saturado, contendo um átomo de nitrogênio no anel de sete membros.
Um derivado bem conhecido do azepano é a caprolactama.